# Gondar (sous-marin)
Pour les articles homonymes, voir Gondar (homonymie).
Le Gondar est un sous-marin de la classe Adua (sous-classe de la Serie 600), en service dans la Regia Marina lancé dans la deuxième moitié des années 1930 et ayant servi pendant la Seconde Guerre mondiale.
Il est nommé d'après la ville et woreda de Gondar en Ethiopie.

## Caractéristiques
Les sous-marins de la classe Adua sont des sous-marins de petite croisière à simple coque avec double fond central et bulges latéraux, pratiquement identiques à ceux de la série précédente Perla dont ils constituent une répétition. C'est la plus grande série de la classe 600 et donne de bons résultats au cours du conflit, bien que la vitesse de surface soit plutôt faible, les bateaux sont robustes et maniables. Il y a de petites différences dans le déplacement et les détails de construction entre les unités construites sur des sites différents.
Ils déplaçaient 697,25 tonnes en surface et 856,40 tonnes en immersion. Les sous-marins mesuraient 60,18 mètres de long, avaient une largeur de 6,45 mètres et un tirant d'eau de 4,7 mètres.
Pour la navigation de surface, les sous-marins étaient propulsés par deux moteurs diesel de 600 chevaux (447 kW), chacun entraînant un arbre d'hélice. En immersion, chaque hélice était entraînée par un moteur électrique de 400 chevaux-vapeur (298 kW). Ces moteurs électriques étaient alimentés par une batterie d'accumulateurs au plomb composée de 104 éléments. Ils pouvaient atteindre 14 nœuds (26 km/h) en surface et 7,5 nœuds (13,9 km/h) sous l'eau. En surface, la classe Adua avait une autonomie de 3 180 milles nautiques (5 890 km) à 10,5 noeuds (19,4 km/h), en immersion, elle avait une autonomie de 74 milles nautiques (137 km) à 4 noeuds (7,4 km/h)
Les sous-marins étaient armés de six tubes lance-torpilles internes de 53,3 cm, quatre à l'avant et deux à l'arrière. Une torpille de rechargement était transportée pour chaque tube, pour un total de douze. Ils étaient également armés d'un canon de pont de 100 mm OTO 100/47 pour le combat en surface. L'armement antiaérien léger consistait en une ou deux paires de mitrailleuses Breda Model 1931 de 13,2 mm

## Construction et mise en service
Le Gondar est construit par le chantier naval Odero-Terni-Orlando (OTO) de Muggiano à La Spezia en Italie, et mis sur cale le 15 janvier 1937. Il est lancé le 3 octobre 1937 et est achevé et mis en service le 28 février 1938. Il est commissionné le même jour dans la Regia Marina.

## Historique
Le Gondar fait partie du XIe Escadron de sous-marins, basé à La Spezia, sous le commandement du lieutenant de vaisseau (tenente di vascello) Piero Riccomini.

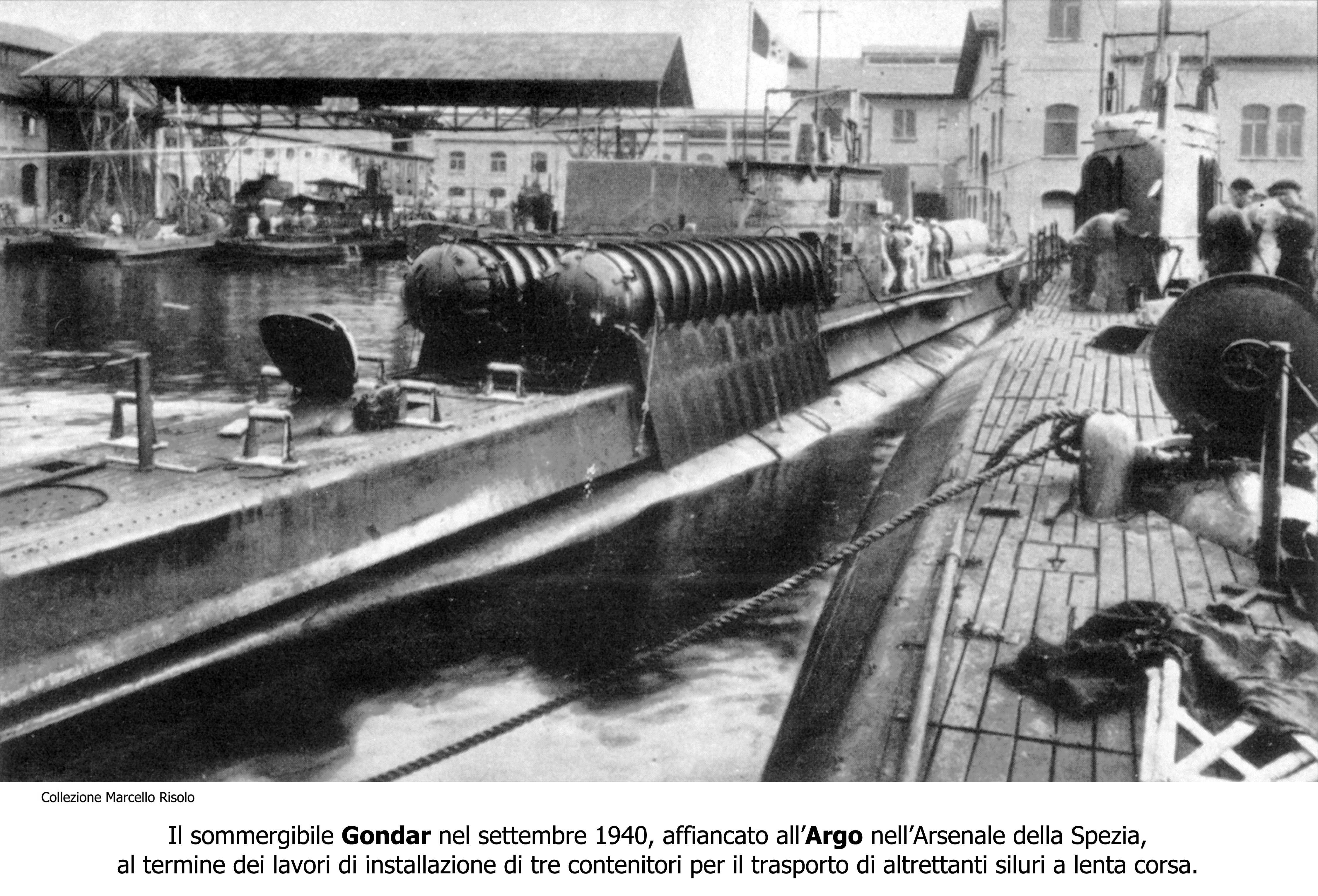
Les sous-marins "Gondar" (à gauche) et "Argo" à La Spezia (septembre 1940).

Il est choisi pour être utilisé comme navire "d'approche" des Siluro a Lenta Corsa (SLC) et en août-septembre 1940, il est modifié en conséquence: le canon 100/47 Mod. 1935, ses munitions, deux torpilles et d'autres matériels sont éliminés. Sur le pont du sous-marin sont placés trois cylindres étanches (un à l'avant et deux, côte à côte, à l'arrière), dans lesquels on peut loger autant de SLC que possible. Pesant 2,8 tonnes, ces cylindres peuvent supporter des profondeurs allant jusqu'à 90 mètres, soit trois fois la profondeur autorisée par le système plus rudimentaire adopté sur le premier sous-marin d'approche, le Iride,.
Après l'échec de la première tentative d'attaque contre le port d'Alexandrie en Égypte - qui s'est soldée par le naufrage du Iride et du navire de soutien Monte Gargano par des bombardiers torpilleurs -, le Gondar est choisi pour la deuxième tentative, appelée opération "G.A. 2", qui a débuté le 19 septembre 1940,.
Le 21 septembre, le sous-marin, une fois les trois SLC embarqués, quitté La Spezia sous le commandement du lieutenant de vaisseau Francesco Brunetti, ancien commandant du prédécesseur du Gondar, le Iride,. Arrivé à Messine dans la soirée du 23, le Gondar embarque les hommes du Xe Flottiglia MAS affectés à la mission: le capitaine de frégate Mario Giorgini - commandant du Ia Flottiglia MAS et de l'opération -, les six opérateurs du SLC (quatre officiers et deux sous-officiers), parmi lesquels se trouve également le capitaine Elios Toschi, ingénieur naval, inventeur, avec Teseo Tesei, du SLC, et deux sous-officiers de réserve,.
Le 24 septembre à 7h30, le Gondar quitte Messine en direction du point "D" au large d'Alexandrie, où il doit vérifier qu'il n'y a pas d'unités de vigilance ennemies. Il se dirige ensuite vers le point "A", où il s'arrête pour libérer les SLC,.
Arrivé au point "D" dans la nuit du 28 au 29 septembre, le sous-marin détecte des signes d'une intense activité navale britannique: une corvette est aperçue et l'opérateur de l'hydrophone entend le bruit des turbines d'au moins trois navires différents, ainsi que, plus tard, celui des moteurs d'autres navires qui s'éloignent. Ce n'est qu'à sept heures du soir du 29 qu'il est possible d'en sortir, en retard sur les prévisions, mais presque immédiatement un message de priorité absolue envoyé par Supermarina à 13h55 est reçu à bord. Le Gondar doit rentrer immédiatement à Tobrouk, l'opération ayant été reportée en raison du départ d'Alexandrie de la majeure partie de la flotte britannique (cible de l'attaque), qui est partie en mer avec les principaux navires et 10 destroyers le 28, pour protéger deux destroyers, le HMS Liverpool et le HMS Gloucester, engagés dans une mission de transport de 2 000 hommes vers Malte.
A 20h30, sur son parcours de retour, le Gondar croisé le destroyer australien HMAS Stuart (D00) à seulement 1 500 mètres, devant plonger rapidement à 80 mètres,. Cependant, le navire ennemi repère rapidement le sous-marin à l'aide de son échogoniomètre, et commence à le bombarder avec des grenades sous-marines. Deux heures plus tard (à 22h30), le destroyer HMS Diamond (H22) et une corvette se sont joints à la chasse, rejoints plus tard par des éclaireurs et des avions anti-sous-marins (notamment un hydravion Short Sunderland),. Touché par une telle grêle de grenades sous-marines, le Gondar, gravement endommagé malgré toutes les manœuvres d'évitement, doit faire surface, après avoir tenu bon pendant douze heures: il est 8h30 le 30 septembre,.
Une fois à flot, quelques hommes, dont Brunetti, entament les manœuvres de sabordage: le sous-marin coule par l'arrière en quelques dizaines de secondes, par 2 000 mètres de fond, à environ 110 milles nautiques (203 km) par 300° du phare d'Alexandrie,.

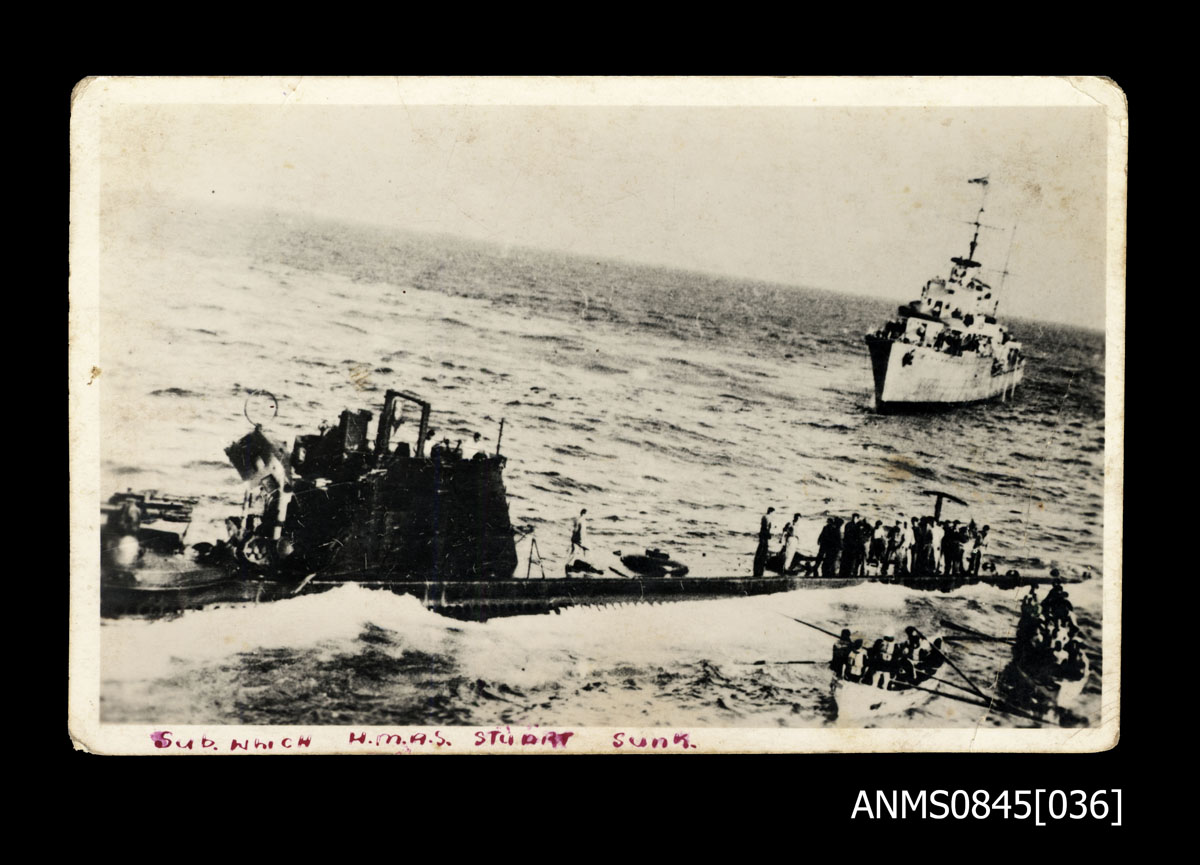
Evacuation du Gondar

Dans le naufrage, il y a une victime, le marin électricien Luigi Longobardi, qui s'attardait à bord avec le commandant Brunetti et quelques autres pour commencer les manœuvres de sabordage, qui est l'un des derniers à sauter, et est tué en mer par l'explosion d'une bombe: son souvenir sera récompensé par la Médaille d'or de la valeur militaire. Le reste de l'équipage est secouru - et fait prisonnier - par le Stuart,.
Avec le naufrage du Gondar, les services secrets britanniques commencèrent à se méfier de l'existence d'un corps spécial de la Regia Marina chargé des raids dans les ports ennemis, (un service sur lequel ils avaient déjà quelques informations) : ils constatèrent en effet la présence des trois cylindres sur le pont du sous-marin, ainsi que la présence, parmi les prisonniers, de nombreux plongeurs..
Le Gondar avait effectué un total de 4 missions de guerre, couvrant un total de 3 440 milles nautiques (6 370 km) en surface et 534 milles nautiques (988 km) sous l'eau.